# Crenichthys baileyi baileyi
Crenichthys baileyi baileyi és una subespècie de peix pertanyent a la família dels goodèids. Pot arribar a fer 5 cm de llargària màxima (normalment, en fa 3,8). És un peix d'aigua dolça, bentopelàgic, no migratori i de clima subtropical (26 °C-30 °C; 41°N-37°N). Es troba a Nord-amèrica: conca del riu White (Nevada, els Estats Units). És inofensiu per als humans.